# Aplemont-Frileuse
Aplemont-Frileuse est un quartier de la ville du Havre, situé en ville haute, sur le plateau qui surplombe la ville basse dans sa partie sud en direction de l'estuaire de la Seine et est limité par la forêt de Montgeon au nord. À l'ouest il englobe l'ancien hameau de Frileuse et est limité à l'est par le quartier de Caucriauville. Des traces archéologiques ont révélé une occupation humaine vers 11000 av. J.-C. Dès le Moyen Âge (XIe siècle), Aplemont-Frileuse possédait un donjon sur motte ou «motte féodale» appartenant au seigneur de Graville. Jusqu'au XIXe siècle le plateau est essentiellement occupé par des fermes et des bois avant que plusieurs briquetiers ne s'y installent. Le quartier, qui appartint un temps à Richelieu, a été officiellement rattaché à la ville du Havre en 1921. Il fut le théâtre d'un aménagement urbain original avec la création d'une cité-jardin dans les années 1920-1930. Les habitations d'avant-guerre furent en grande partie détruites pendant le bombardement allié qui précéda la libération de la ville en septembre 1944. À la fin de la guerre, l'atelier Perret, chargé de la reconstruction, choisit la pierre de meulière pour l'édification des nouveaux pavillons. Depuis la reconstruction le quartier est progressivement réaménagé en zone résidentielle alternant îlots pavillonnaires et immeubles. Le tramway, inauguré le 12 décembre 2012, traverse le quartier.

## Toponymie
Aplemont est peut-être un ancien Apremont, comme les différents Apremont (Ain, Ardennes, Oise, Haute-Saône, Vendée, Savoie) qui remontent tous à un « asper mons », c'est-à-dire « mont ou montagne rocheuse ».
Une autre étymologie fait remonter le nom « Aplemont » à l'anglo-saxon « Apple mount » (la colline aux pommiers).
Frileuse est un adjectif ou un nom issu d’une forme dérivée du bas latin frigorosus qui signifiait froid, glacial. La forme actuelle est attestée au XIIe s., frileux : qui a froid. Les localités où lieux-dits «Frileuse» sont assez nombreux en France, notamment en Île-de-France. Le féminin «frileuse» peut sous-entendre : terre où l’on sent le froid. Plus simplement le nom peut renvoyer à la possession et associer un lieu ou des terres à son propriétaire ou occupant, un homme appelé ou surnommé «frileux».

## Historique

### Les premières traces d'installation
400 000 av. J.-C. : des traces d'une occupation humaine ont été trouvées à l'emplacement des anciennes briqueteries de Frileuse.
11 000 av. J.-C. : premières traces archéologiques d'une occupation humaine à Aplemont.
Néolithique : l'habitat se développe sur le plateau mais reste clairsemé.
Âge du bronze vers 900-800 av. J.-C. : de nombreux objets de bronze ont été retrouvés à Graville. Des haches, des épées, des pointes de lance, bracelets, etc. sont référencés sans que l'on puisse identifier leur origine précise : Graville ou plateau d'Aplemont.
Âge du fer : la tribu gauloise des Calètes s'installe dans toute la région.
À l'époque gallo-romaine le plateau est occupé, comme en témoigne la présence d'un fanum (sanctuaire) à Caucriauville. Des pièces de l'époque de l'empereur Commode ont été retrouvées à l'emplacement de la briqueterie de Frileuse.

### Époque médiévale
Le plateau de Frileuse est rattaché à la seigneurie de Graville qui appartient à la famille Mallet de Graville dès le XIe siècle. Guillaume Malet, seigneur de Graville est le compagnon d'armes de Guillaume le conquérant.

#### La motte féodale
La position dominante de la partie sud du site d'Aplemont, au bord de la falaise et surplombant l’estuaire de la Seine, explique certainement pourquoi au XIe siècle la famille Malet (cf. Guillaume Malet), qui occupait le fief de Graville, y construisit une enceinte de terre et de bois. Il est possible que cette motte castrale ait été considérée comme un élément de défense complémentaire destiné à protéger le château de Graville situé alors en contrebas. Cette motte féodale dite « motte féodale des Hallates » ou « motte de la vieille tour » ou encore « motte Totinel », sur un plan tracé vers 1700, est le plus ancien vestige visible de l'histoire de la ville. Le site est redécouvert en 2000 par Serge Launay, un habitant du quartier, et fouillée par Jean-Pierre Watté, archéologue du Muséum d'histoire naturelle. La motte fut réduite fin du XIXe siècle par l'élargissement de la rue Pablo-Neruda (anciennement rue de l'Abbaye). Le site est rénové en 2008, il est clos et enceint d'un parc où l'on peut voir deux panneaux explicatifs.

#### Le château de Frileuse
Le plateau de Frileuse fut le cadre d'une importante activité militaire à plusieurs reprises au cours de son histoire. Il accueille un château, sans doute pendant la période de l'occupation anglaise (XIVe et XVe siècles). Le château est indiqué sur la carte de la ville réalisée en 1530 par le graveur Adam Frissard. Il est légendé «Vieux château». Le château aurait appartenu au troisième frère cadet de Guillaume Malet. Georges de Brancas, duc de Villars et marquis de Graville, alors gouverneur du Havre de Grâce, en aurait par la suite fait don à des capucins pour la fondation d'un hospice. L'abolition de la féodalité en 1789 provoque la vente des terres où se situait le château. Une légende, rapportée par l'Abbé Pleuvry, évoque la présence d'un trésor enfoui par les Anglais dans les souterrains du château.

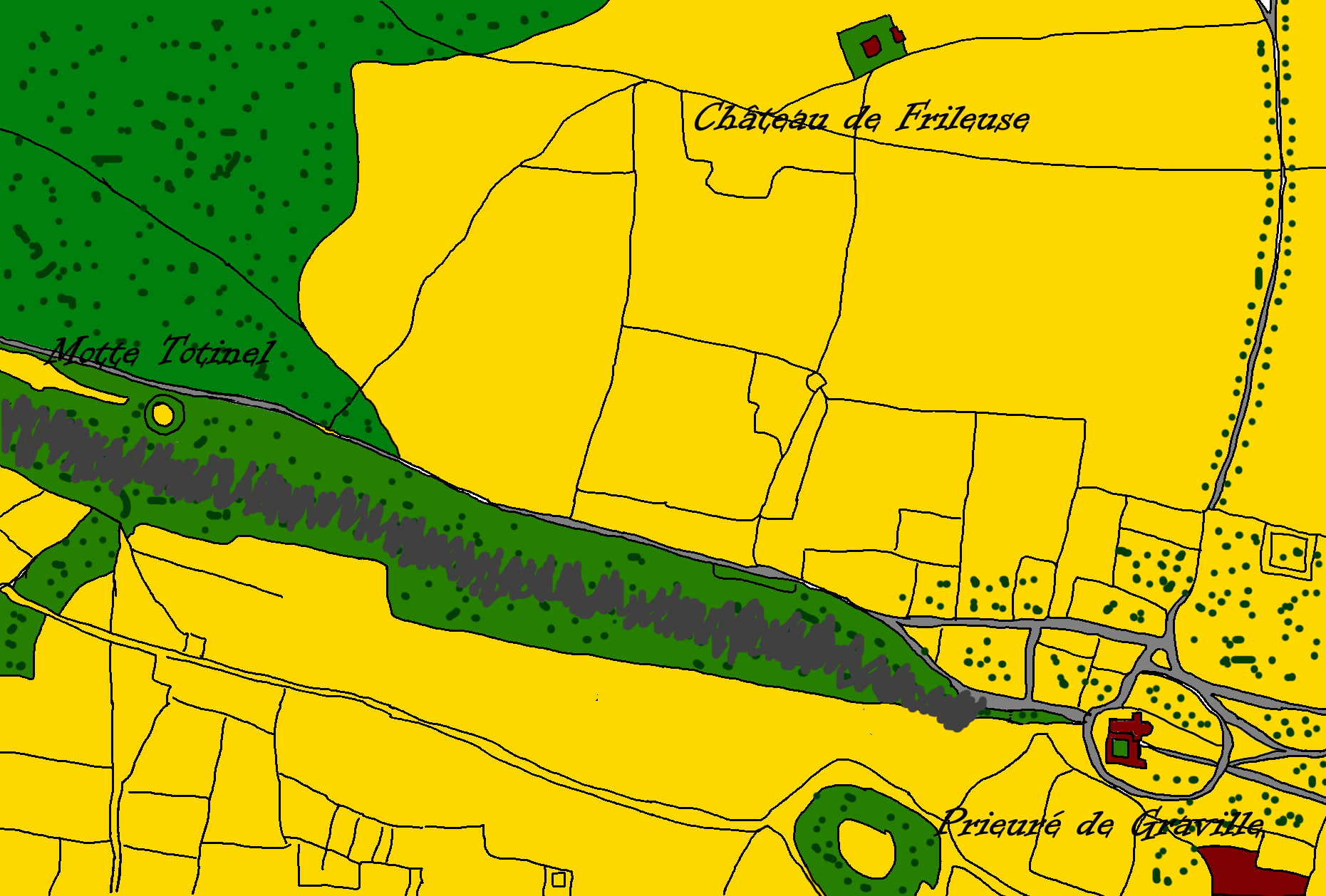
Plan des environs du prieuré Graville (Bnf, reproduction d'un plan du XVIIe siècle, d'après Patrimoine normand no 82)

### Époque moderne
La seigneurie de Graville devient marquisat en 1611 puis est vendue au cardinal Richelieu en 1626.
Au XVIIe siècle, la seigneurie d'Aplemont revient à la famille Le Roy du Mé, qui deviendra la famille Dumé d'Aplemont,.
En 1756, après la déclaration de guerre du Royaume-Uni (guerre de sept ans), le plateau de Frileuse est transformé en camp militaire destiné à accueillir 20 000 hommes de troupe réunis pour envahir l'Angleterre ou pour faire face à une invasion anglaise. Le camp s'étendait du haut-Graville à Bléville. Il accueillait « tout ce qui est nécessaire à la vie » et une salle de spectacle.
Les ruines du château de Frileuse, longtemps visibles, sont arasées de 1820 à 1825.

### Époque contemporaine

#### L'extension auXIXesiècle
En 1854, la destruction des fortifications de la ville du Havre est décidée. Les fortifications sont remplacées par des forts : Sainte-Adresse, Tourneville, Frileuse et Harfleur. Le fort de Frileuse, appelé également « fort du Mont-Joly », est construit entre 1854 et 1858. Il est armé de 25 pièces d'artillerie. Après la guerre de 1870 il est occupé par une quarantaine de familles ouvrières travaillant dans les briqueteries du plateau. En 1882, il est vendu à un briquetier. Transformé en briqueterie, il sera utilisé jusqu'en 1935. Un corps d'armée anglais occupe ses bâtiments en 1915. Une carte, datant de 1930, disponible aux archives municipales, situe le fort et ses fossés entre l'actuelle rue des Bleuets et la rue des Glycines (approximativement à l'emplacement du stade Maurice-Poret). Sur la carte on peut lire : « Ancien fort du Mont-Joli ». Il n'existe plus de vestiges depuis la reconstruction d'après-guerre.
L'urbanisation du plateau Sainte-Cécile-Frileuse-Aplemont débute véritablement dans les années 1885-1890 à partir de la Mare-aux-Clercs pour gagner ensuite sur le bois de Frileuse.
L'accès au plateau est facilité par la création d'un escalier dit « de Montmorency », qualifié aussi « des 300 marches ». L'escalier est remplacé en 1928 par un escalier roulant.

#### L'urbanisation auXXesiècle
Le 11 juillet 1902, la forêt de Montgeon est vendue. La municipalité du Havre a acquis les lots 26 et 27. Un architecte havrais William Cargill achète le 28e lot en bordure sud-est de la forêt. Ce lot correspond aujourd'hui à la zone urbaine composée par le quartier de Sainte-Cécile et Frileuse. Cette origine explique le grand nombre de noms de rues entretenant un rapport avec la forêt ou les arbres :
rue des Hallates, rue de la Forêt, rue du Bois, rue des Saules, etc..
En 1906, William Cargill sollicite auprès du conseil municipal de la commune de Graville-Sainte-Honorine, dont dépendent les terres du plateau, l'autorisation de construire un lotissement. Les plans sont acceptés et la construction débute en décembre 1907. Les rapports entre M. Cargill et la municipalité se troublent autour de la question du tramway. Il est prévu qu'une future ligne longe le nouvel axe principal du lotissement (appelé alors rue Félix-Faure). Les représentants du quartier des acacias s'estimant lésés par ce tracé obtiennent de William Cargill un raccordement des deux quartiers ; raccordement qu'il finance lui-même. La ligne 8 du tramway est mise en service en 1912 mais fonctionne régulièrement à partir de 1930.
Elle traverse Sainte-Cécile-Frileuse et continue en direction d'Aplemont, mais seulement jusqu'à la porte des Hallates au bas d'une côte pentue menant au plateau d'Aplement.
La loi du 18 octobre 1919 rattache le village de Graville et donc le plateau de Frileuse et d'Aplemont à la ville du Havre.
]

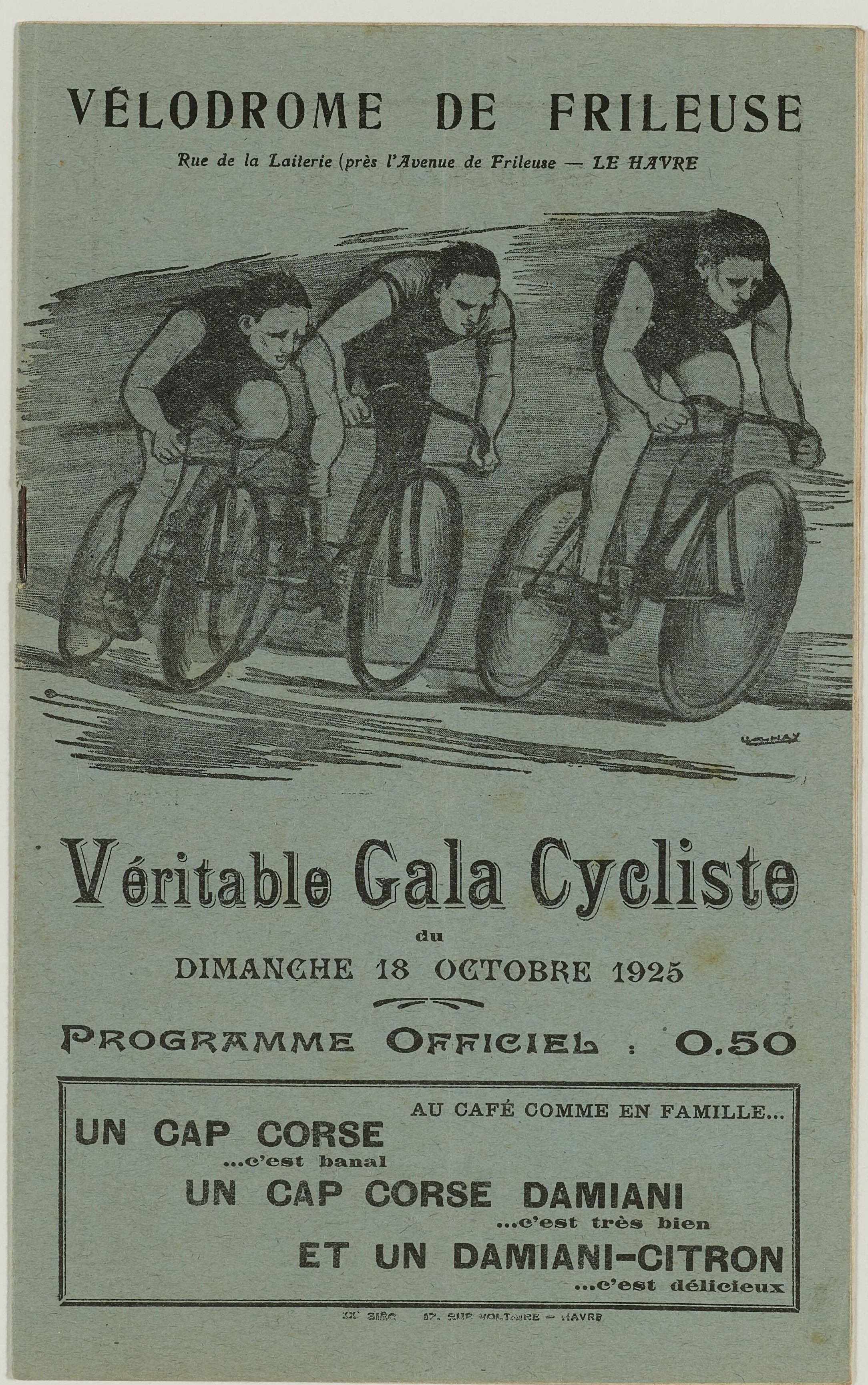
Programme du gala cycliste du vélodrome de Frileuse, 1925.

La population est initialement d'origine ouvrière, principalement des habitants du centre ville du Havre venus s'installer sur le plateau de Frileuse pour y trouver de meilleures conditions de vie. Un vélodrome est construit en 1924, il est détruit en 1944.
Frileuse accueille un meeting d'aviation en septembre 1923.

#### La cité-jardin de l'architecte Jean Walter
L'extension de la ville du Havre se poursuit en direction d'Aplemont par la construction de cités ouvrières. De 1919 à 1935, l'aménagement d'une cité-jardin composée de logements ouvriers est confié à l'architecte Jean Walter. L'architecte s'inspire d'un modèle d'urbanisation théorisé par Ebenezer Howard. La cité, qui s'appelle à l'origine la cité Saint-Paul, est prévue pour 1 500 logements individuels entourés d'un jardin de 250 m2.

#### La «cité Transat» de la compagnie générale transatlantique
Le 20 septembre 1929, la compagnie↵générale transatlantique achète l'ancienne ferme des Hallates, au sud du hameau de Frileuse, afin d'y implanter un foyer social. Le foyer transatlantique est inauguré le 14 juin 1930. Il est entouré d'un quartier de maisons de briques rouges, chacune avec son jardin, où logent des familles du personnel de la compagnie.
Le foyer social, en s'occupant de 4000 familles, va jouer un rôle déterminant dans le vie et le développement du quartier dans les années 1930. En plus de son implication sociale, le foyer, appelé communément « la cité Transat », est à l'origine de la création de plusieurs écoles, d'un dispensaire, d'une garderie, d'un jardin d'enfants, d'une coopérative alimentaire. À la Libération, le foyer est mis à la disposition du curé de la paroisse Saint-Paul.

#### Le bombardement et la reconstruction
Pendant la période de l'occupation allemande, l'école Paul-Bert est transformée en casernement. En raison de la pénurie alimentaire, le plateau d'Aplemont se couvre de jardins ouvriers. Certaines cabanes de ces jardins sont converties en maisons d'habitation.
La cité ainsi qu'une grande partie du quartier est presque entièrement détruite par les bombardements alliés du 6 septembre 1944 aux alentours de 18h00. La deuxième vague de bombardement de la ville appelée « Astonia two » a ciblé les quartiers situés sur l'axe Graville-Soquence, Forêt de Montgeon-Château de Montgeon. 1 468 tonnes de bombes explosives sont lâchées ce jour-là. Le plateau d'Aplemont est libéré par les alliés le 11 septembre 1944. Ce jour-là, le blockhaus installé place Raoul-Ancel est pris d'assaut par un groupe de résistants FFI. Les soldats allemands qui occupent la casemate se rendent et se constituent prisonniers.

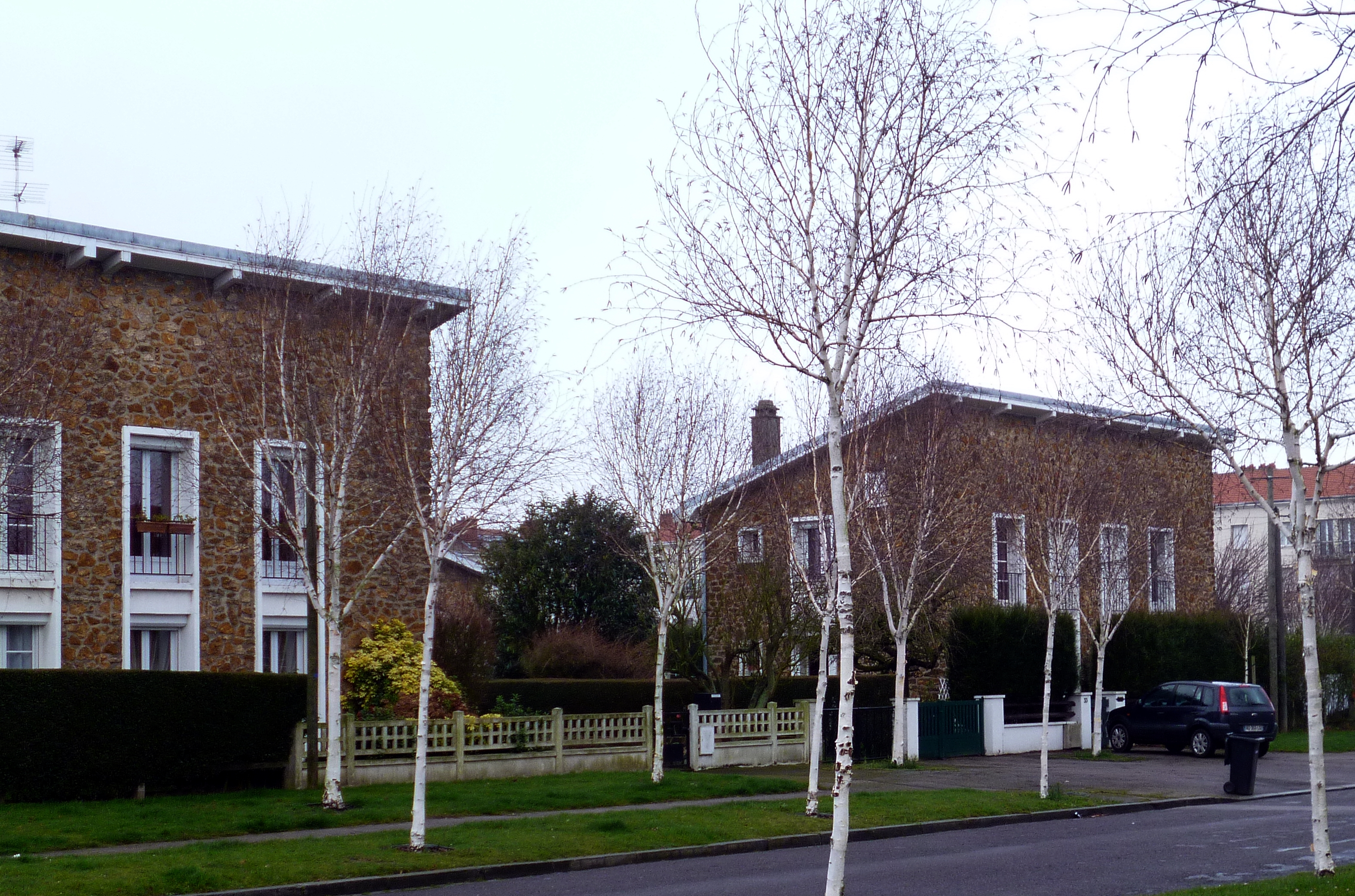
Maisons meulières à Aplemont

Le quartier est reconstruit en pierre meulière selon les directives de l'atelier Auguste Perret chargé de la reconstruction de la ville.
La cité ouvrière est rebâtie et achevée en 1959. La topographie est modifiée mais les noms de rues sont conservés.
Le 15 avril 1963, le quartier de la Pommeraie est rattaché à celui d'Aplemont.
En 2012, le bailleur social, « Estuaire de la Seine », responsable des pavillons, lance une concertation publique autour d'un projet de construction et de réhabilitation de la cité-jardin. Le projet est interrompu en 2013.

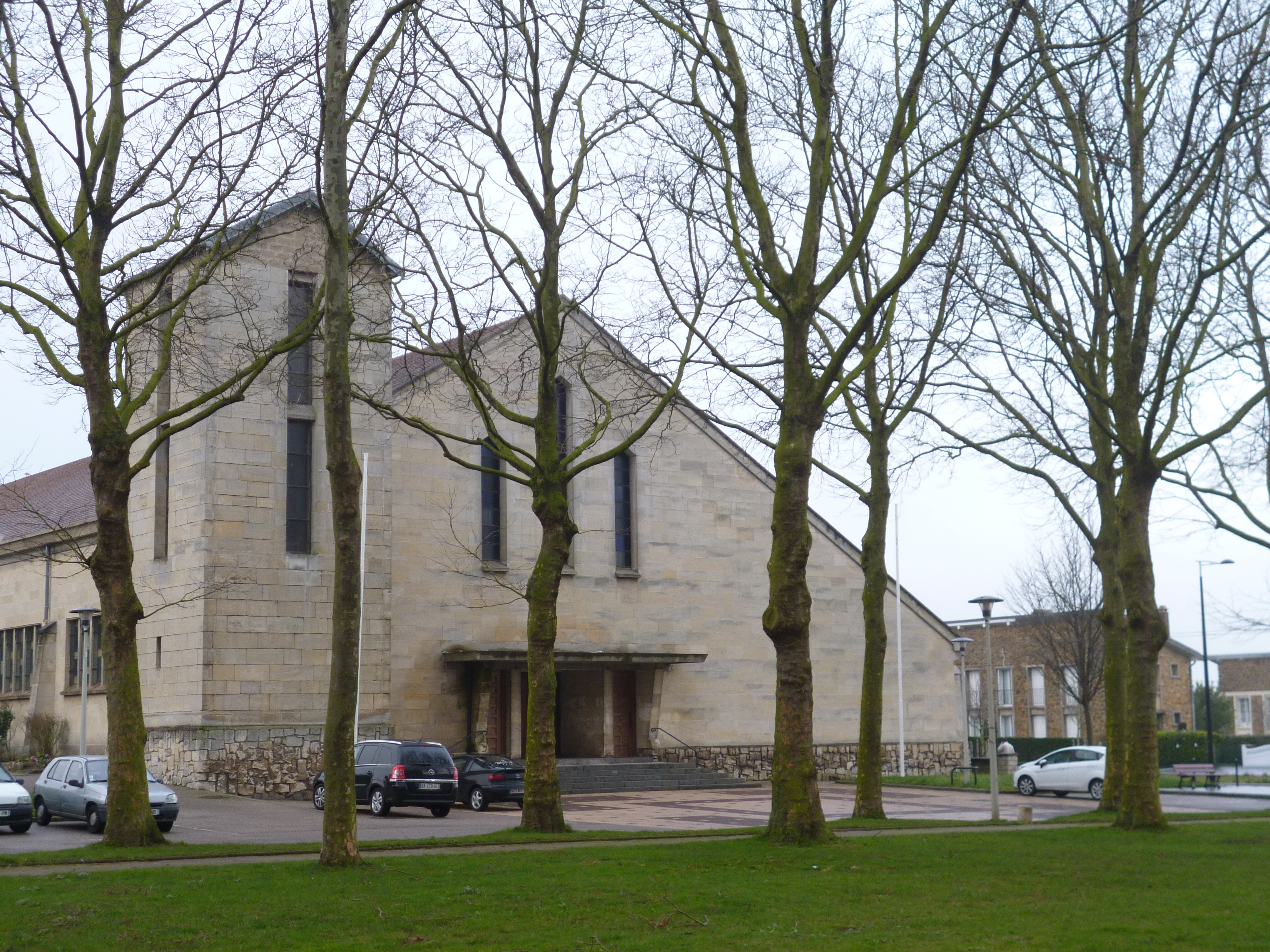
Aplemont - Façade de l'église Saint-Paul

## Architecture et urbanisme
En 1919 la Société Havraise de Logements Économiques (SHLE) achète 55 hectares au hameau de Frileuse pour construire une cité-jardin : 1500 maisons de 250 m2 destinées aux ouvriers. L'architecte parisien Jean Walter propose les plans de cet ensemble qui devient la cité-jardin Saint-Paul. La briqueterie de la SHLE, située alors sur le plateau, fournit le matériau de la cité. La disposition des logements est radio-concentrique. Il reste aujourd'hui quelques îlots témoignant de cet aménagement urbain ainsi que les noms des rues (noms de fleurs et d'arbres). Le plan de 1930 disponible aux archives municipales de la ville du Havre indique une partition de l'aménagement en douze groupes distincts.
Les bombardements de la libération ont détruit 590 logements. Des maisons préfabriquées sont installées après-guerre : maisons préfabriquées américaines de type UK100, maisons préfabriquées suédoises et chalets autrichiens. Le gouvernement fournit également des pavillons standards en pierre meulière construits par les architectes Charles Fabre, Jean Le Soudier et Jacques Lamy. L'architecte Robert Royon est sollicité pour la réalisation des maisons dites « pavillons roses et jaunes ». La disposition des pavillons rompt avec l'agencement radio-concentrique originel pour s'organiser selon un plan octogonal.
Les recommandations architecturales issues du plan local d'urbanisme insistent sur la nécessité de préserver le patrimoine architectural que composent les maisons meulières et la cité-jardin.

## Démographie
Le recensement de 2010 indique que la population du quartier d'Aplemont est en baisse : - 4,3 % par rapport au recensement de 1999. En 2010 le quartier compte 8830 habitants.
Le recensement de 2014 confirme la baisse constatée en 2010.
|          | 2014    | 2010    | 1999    |
| Aplemont | 7 938   | 8 830   | 9 227   |
| Le Havre | 172 807 | 175 497 | 190 924 |

## Lieux
- Église Saint-Paul d'Aplemont (construite en 1954 avec les pierres de l'ancien hôtel de ville du Havre[41])
- Bibliothèque d'Aplemont (fermeture : septembre 2012)
- Maison de quartier (45 rue des Saules)
- Motte féodale d'Aplemont (À l'angle des rues Pablo-Neruda et Dal-Piaz)
- Stade Maurice-Poret (sporting club de frileuse fondé en 1929 - football, labellisé FFF)
- École pré-élémentaire et élémentaire Pierre-et-Marie-Curie
- École pré-élémentaire et élémentaire Paul-Bert
- Collège Romain-Rolland
- Gymnase Romain-Rolland
- Gymnase Pierre-de-Coubertin
- Escalier roulant[42] (classé monument historique[43])
- Boulodrome (rue Léon Lioust, association « Aplemont pétanque »)
- Terrain multisports (« City stade »)
- Place Commando Kieffer (inauguration le 12 septembre 2006[44])
- Ligne de tramway « Plage-Pré fleuri » (trois arrêts : Frileuse, Curie, Verlaine)
- Jardin d'arc (compagnie havraise de tir à l'arc)
- Salle d'animation municipale (SAM), accueille un relais-lecture

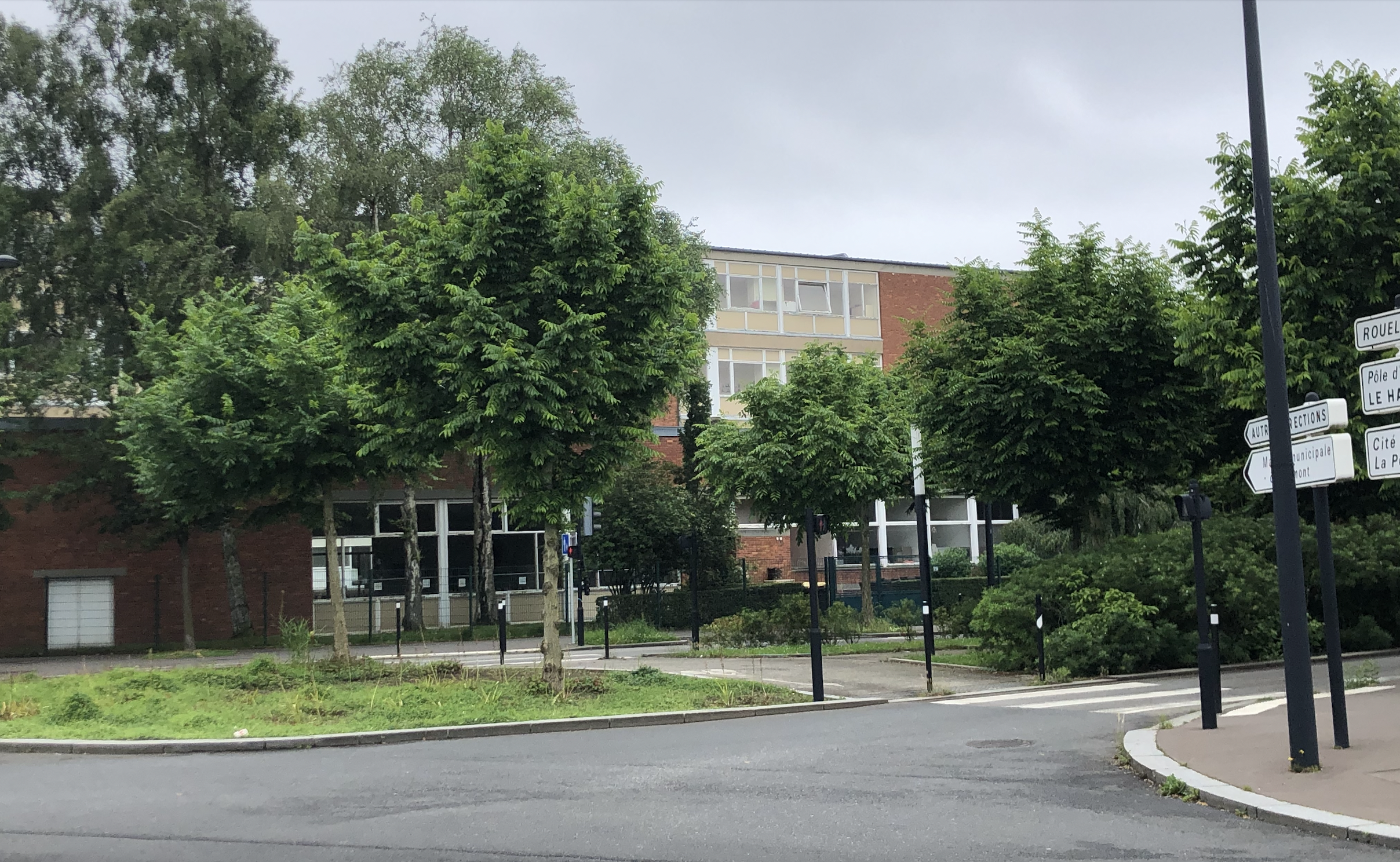
L’école Paul-Bert et la placette Rallier du Baty

- Centre médico-social
- Maison à jouer

## Événements
La fête de quartier d'Aplemont a lieu traditionnellement le dernier dimanche de juin, place Saint-Paul.